# Attilio Alfieri

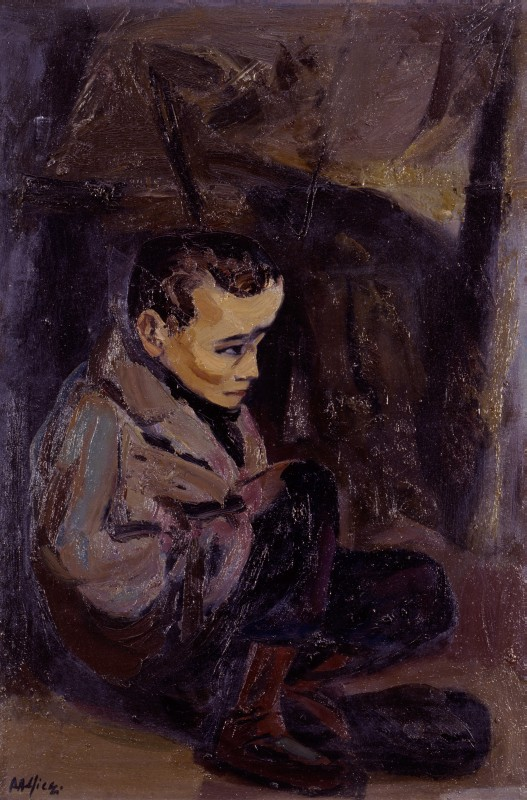
Il povero poliomielitico, 1961 (Fondazione Cariplo)

Attilio Alfieri (Loreto, 16 febbraio 1904 – Milano, 22 aprile 1992) è stato un pittore italiano.

## Biografia

### Infanzia e giovinezza
Nasce a Loreto, in provincia di Ancona, il 16 febbraio 1904, da genitori analfabeti ed in condizioni economiche modestissime. Inizia a disegnare giovanissimo, ed apprende dal fratello maggiore l’arte della decorazione. Nel 1923 il decoratore piacentino Camozzi, venuto a lavorare nella Basilica di Loreto, lo prende come aiutante, e successivamente lo sistema presso l’atelier dei pittori di chiese “Aspetti e Rossi” di Piacenza, dove rimarrà per due anni.

### 1925-1935: Il fermento milanese
Nel 1925 raggiunge Milano, dove frequenta contemporaneamente le scuole serali i corsi serali di pittura all'Accademia di Brera e al Castello Sforzesco. Fu in questo periodo che Alfieri strinse amicizia con Renato Birolli.
Nel 1927 viene arruolato nel Regio Esercito e trasferito a Fiume. In Istria, a diretto contatto con la natura,  approccia la “pittura dal vero”, che approfondirà al termine del servizio militare, trasferendosi in Brianza per circa due anni.Lavora come decoratore e affrescatore a Loreto. Rientra a Milano nel 1930 e si sistema in un abbaino di via Solferino, 11, un vero e proprio covo di giovani artisti, tra cui Andreoni, Birolli, Del Bon, accanto ai i chiaristi e ai futuristi di Corrente e frequentato da Giolli, Persico, Gatto, Cantatore e Carrieri.
La prima collettiva, "I pittori del numero 11”, è del 1931 nell'attigua via Palermo nei locali messi a disposizione proprietario dello stabile di via Solferino 11. Poi, sempre a Milano, alla Permanente, la III Mostra del Sindacato Regionale Lombardo, dove ottiene il premio acquisto Confindustria. con l’opera Fabbriche del 1931.
Il carattere innovatore e la genialità sperimentale delle sue opere attirano l’interesse dei critici più autorevoli del tempo: Raffaello Giolli, Carlo Carrà, ma soprattutto Edoardo Persico, che nel 1933 (“Corriere Padano”, Ferrara 3 marzo 1933) lo annovera “tra i più significativi pittori d’avanguardia”. Nel 1933 affresca alcune pareti alla Triennale di Milano insieme a Sironi e Cagli, e con il sostegno di Persico, vi espone (fuori catalogo) i cinque Omaggi, nei quali si rivela uno sperimentalismo eclettico che oscilla tra Bauhaus e Astrattismo lombardo con anticipazioni dell'informale segnico e gestuale.
Nel 1934 viene ordinata al Circolo Filologico di Milano la sua prima personale.
Forte della sua esperienza di decoratore e stimolato dai giovani architetti emergenti, intraprende l’esecuzione di lavori “pubblicitari” in varie manifestazione fieristiche in Italia e all’estero. Inizia una sensazionale avventura, “l’esperienza polimaterica”, in parte ereditata da Enrico Prampolini, ma portata avanti con una propria personalità, ed il fantasioso ed audace utilizzo di immagini e fotogrammi.

### 1935-1945: Le mostre ed il periodo bellico
Tra il 1935 e il 1939 riduce la sua attività pittorica da cavalletto, per concentrarsi nel lavoro nelle fiere e per conseguire il diploma al Liceo di Brera, necessario per ottenere, nel 1939, la cattedra di Affresco e Decorazione alla Scuola Umanitaria di Milano. Nel 1935 è presente per la prima volta alla Quadriennale di Roma, dove ritornerà nel 1939, nel 1943 e nel 1956, anno in cui otterrà il premio acquisto. Nel 1937 espone alla Mostra Universale di Parigi, ed ottiene il diploma con medaglia d’oro con l'opera La Mariuccia. Nel 1938 partecipa alla Biennale di Venezia ( vi torna nel 1940 con due opere e ancora nel 1942) ed espone alla Intersindacale di Napoli. Nel 1939 ottiene il Premio Sindacato Belle Arti di Roma ed il IV posto alla Mostra del Paesaggio Bergamasco. Ancora nel 1940 ottiene il premio della Provincia alla mostra del Sindacato Fascista Lombardo della Permanente di Milano; il premio giovani al Premio Bergamo e la medaglia d’oro all’esposizione “Artisti Italiani” a Losanna.
Negli anni quaranta, colpito dall’orrore e dalle miserie della guerra, dipinge una serie di opere che titola “distruzioni”. Realizza inoltre un nucleo di quadri in cui la materia pittorica, enfatizzata con pastose pennellate di toni bruni, neri, ocra e rossi cupi, crea un efficace contrasto di rilievi e di chiaroscuri che conferiscono una spiccata tridimensionalità alle composizioni, donando alle forme una notevole dinamicità, come in Ferro da stiro, Carciofo secco, Rapanelli, Composizione con ferro da stiro, Barattoli e la serie intitolata Cocci, in quest’ultima però, come nota Elena Pontiggia, egli “si rivela attento non alla matericità, ma alla scansione ritmica della superficie, che si spezza in frammenti”.
Nel 1941 vince il II Premio “Lago d’Iseo” al Premio Bergamo, il Premio acquisto della Provincia di Milano a Milano ed il Premio Ente Turismo a Brescia. Nel 1942 allestisce due personali, alla galleria Grande di Milano e alla Galleria Genova di Genova, vince il Primo premio Verona, (ex aequo), il Primo premio (ex aequo) “Pier della Francesca” a Firenze ed il primo premio del Ministero dell’Educazione Nazionale a Roma. Si lega sentimentalmente ad Argentina Sebastiani, sua conterranea, che potrà sposare a guerra finita. Nel 1943 allestisce una personale alla Galleria Barbaroux; espone, invitato, alla Quadriennale di Roma e vince il premio della Provincia alla Intersindacale di Milano. L’atelier di via Procaccini, già colpito da un bombardamento, viene distrutto dal secondo. Inizia a militare nella Resistenza dedicandosi alla propaganda antifascista, ma viene individuato dalla polizia politica, e perciò si rifugia nelle Marche, dove entra a far parte della formazione partigiana, Brigata G. “Ancona”. A novembre nasce la prima figlia Sonia, che Alfieri però potrà abbracciare solo a guerra finita col suo ritorno a Milano.

### 1946-1960: Le mostre ed il periodo bellico

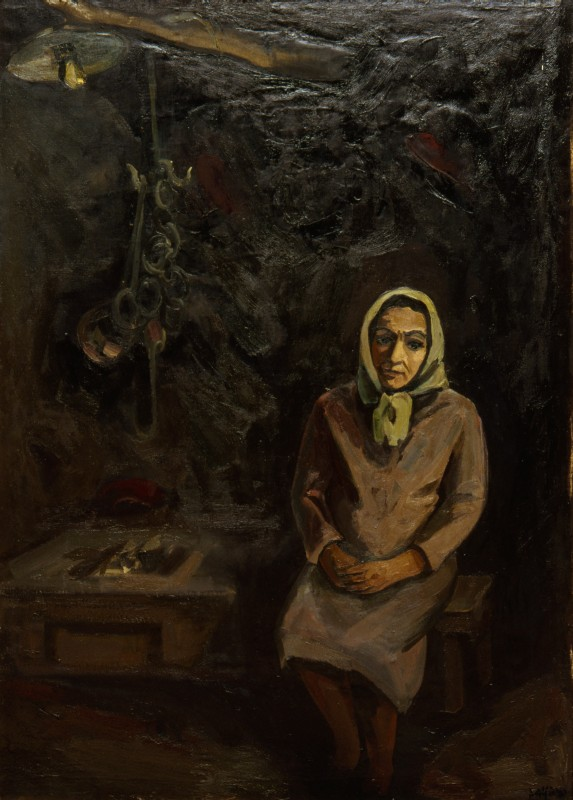
Lunga attesa di una valtellinese (1966, Collezioni d'arte della Fondazione Cariplo)

Nel ‘49 nasce il secondo figlio, Aliosca.
Negli anni cinquanta abbandona lo sperimentalismo per concentrarsi su pochi e ripetuti temi (ritratti, paesaggi, nature morte) e su una abbondante produzione di disegni e acquerelli astratti. Nel 1956 ottiene dal Comune di Milano due ampi locali in centro città, in via Pantano, che diventerà il suo atelier definitivo.
Nel 1957 G. Kaisserlian cura la sua prima monografia “Alfieri artista contemporaneo”, edizione Bertieri, Milano. Il suo nome comincia ad essere conosciuto ed apprezzato anche all’estero, partecipa a numerose collettive da Londra a Zurigo, Ginevra, Parigi, Amsterdam e New York, dove allestisce, nel 1962 e 1963, due personali alla Greer Gallery.
Gli anni sessanta e settanta sono quelli di maggiore attività espositiva e di conseguente notorietà. Le sue nature morte sono molto apprezzate dal mercato, ma la necessità di produrle in quantità minaccia la sua creatività. Dato che l’atelier di via Pantano è ormai troppo frequentato, prende in affitto un’ampia soffitta, che manterrà segreta, dove riprende a lavorare utilizzando le tecniche sperimentate negli anni ’30, con l'utilizzo del collage, delle fotografie e di materiali ed oggetti vari trovati per strada. Qui per oltre dieci anni, stimolato dal susseguirsi di straordinari avvenimenti (le tragiche morti dei Kennedy, del Che e di M. L. King, il “68” e gli anni del terrorismo in Italia), produce una nuova serie di opere, anche di grande formato, e alcune cartelle litografiche.
Numerose le esposizioni personali in Italia, tra cui le più importanti sono: l’antologica del Comune di Milano all’Arengario e quella della Società Promotrice Belle Arti al Valentino di Torino nel 1971; la mostra del Comune di Roma al Palazzo Braschi nel 1974; l’antologica del Comune di Ferrara al Palazzo dei Diamanti nel 1979; l’Antologica del Comune di Milano al Palazzo Reale nel 1981; l’Antologica del Comune di Loreto del 1989.

### Gli ultimi anni
Tra i numerosissimi attestati che hanno caratterizzato gli ultimi trent’anni della sua vicenda artistica ricordiamo il “Diploma medaglia d’oro alla riconoscenza” assegnatogli nel 1988 dalla Provincia di Milano.
Muore a Milano il 22 aprile 1992.

## Mostre

### Personali
- 1934 Circolo Filologico, Milano, Attilio R. Alfieri, 3-17 aprile.
- 1939 - 1942 Galleria Genova, Genova.1942 Galleria Grande, Milano, Attilio Alfieri. 8 espressioni pittoriche 1933 - 1942, 28 gennaio - 12 febbraio.
- 1943 Galleria Barbaroux, Milano, A. Alfieri, 10 - 22 ottobre.
- 1970 Palazzo dell'Arengario, Milano, Alfieri, mostra antologica 1930 - 1969, 15 - 29 aprile.
- 1971 Società Promotrice Belle Arti al Valentino, Torino, 18 novembre - 8 dicembre.
- 1974 Palazzo Braschi, Roma, Attilio Alfieri. Mostra antologica 1933 - 1973, 28 maggio - 16 giugno.
- 1979 Palazzo dei Diamanti, Ferrara, Attilio Alfieri. Collage e disegni 1932 - 1953,  4 marzo - 8 aprile.
- 1981 Palazzo Reale, Milano, Attilio Alfieri. Mostra antologica 1930 - 1980, giugno - agosto.
- 1989 Galleria Antonio da Sangallo, Loreto, Attilio Alfieri. Le due anime dell'enigma, 23 settembre-30 novembre.
- 2004 Ancona, Lazzaretto, Attilio Alfieri 1904 - 1992 mostra del centenario, 4 settembre - 10 novembre.
- 2016 Galleria Carifano, Fano, Attilio Alfieri. Una continuità sommersa, 15 giugno-1 ottobre.

### Collettive
- 1982 Anni Trenta, Milano.
- 1982 Maestri e Giovani, Centro d'Arte Cultura e Costume, Milano

## Attilio Alfieri nei musei
- MAGI '900 di Pieve di Cento
- Palazzo Ricci di Macerata
- Museo d'arte moderna Mario Rimoldi di Cortina d'Ampezzo
- MACRO di Roma
- Galleria del Premio Suzzara di Suzzara
- MAGA di Gallarate
- Galleria d'arte contemporanea Osvaldo Licini di Ascoli Piceno
- Pinacoteca civica Francesco Podesti di Ancona